# Правительство Мухаммада Гази аль-Джалали
Сирийское правительство Мухаммада Гази аль-Джалали было сформировано 14—23 сентября 2024 года. Оно было расформировано 10 декабря 2024 года, после падения режима Башара Асада, в пользу Первого переходного правительства Сирии, главой которого стал Мухаммед аль-Башир.

## Формирование
После консультаций с руководством партии Баас, 14 сентября 2024 года президент Сирии Башар Асад издал указ о назначении Мухаммада Гази аль-Джалали премьер-министром Сирии, сменив Хусейна Арнуса. Новое правительство Сирии сформировалось 23 сентября 2024 года. В правительство вошли три женщины и один друз. Решение назначить Аль-Джалали обосновано критикой предыдущего правительства Хусейна Арнуса, ужесточением международных санкций и обострением региональной напряжённости.

## Члены правительства
| Должность                                                 | Портрет               | Имя и фамилия                | Срок пребывания в должности      |                       |
| Премьер-министр Сирии                                     | Премьер-министр Сирии | Премьер-министр Сирии        | Премьер-министр Сирии            | Премьер-министр Сирии |
| --------------------------------------------------------- | --------------------- | ---------------------------- | -------------------------------- | --------------------- |
| Герб Сирии                                                |                       | Мухаммад Гази аль-Джалали    | 14 сентября—10 декабря 2024      |                       |
| Министры                                                  |                       |                              |                                  |                       |
| Министр иностранных дел и по делам экспатриантов          |                       | Бассам Саббаг                | 23 сентября—10 декабря 2024      |                       |
| Министр обороны                                           |                       | Али Махмуд Аббас             | 23 сентября—10 декабря 2024      |                       |
| Министр внутренних дел                                    |                       | Мухаммед Халед ар-Рахмун     | 26 ноября 2018—10 декабря 2024   |                       |
| Министр юстиции                                           |                       | Ахмад аль-Сайед              | 30 августа 2020—10 декабря 2024  |                       |
| Министр высшего образования                               |                       | Бассам Саббах                | 23 сентября—10 декабря 2024      |                       |
| Министр труда и социальных дел                            |                       | Самар Аль-Сабай              | 23 сентября—10 декабря 2024      |                       |
| Министр электроэнергии                                    |                       | Синджар Тама                 | 23 сентября—10 декабря 2024      |                       |
| Министр финансов                                          |                       | Рияд Абдель Рауф             | 23 сентября—10 декабря 2024      |                       |
| Министр экономики и торговли                              |                       | Мухаммед Раби Каладжи        | 23 сентября—10 декабря 2024      |                       |
| Министр здравоохранения                                   |                       | Ахмед Дамири                 | 23 сентября—10 декабря 2024      |                       |
| Министр местного самоуправления и охраны окружающей среды |                       | Луай Харита                  | 23 сентября—10 декабря 2024      |                       |
| Министр связи и информационных технологий                 |                       | Ияд Мухаммед Аль-Хатиб       | 26 ноября 2023—10 декабря 2024   |                       |
| Министр сельского хозяйства и аграрной реформы            |                       | Файез Аль-Мукдад             | 23 сентября—10 декабря 2024 года |                       |
| Министр образования                                       |                       | Мухаммад Амер Мардини        | 8 августа 2023—10 декабря 2024   |                       |
| Министр общественных работ и жилищного строительства      |                       | Хамза Али                    | 23 сентября—10 декабря 2024      |                       |
| Министр культуры                                          |                       | Диала Баракат                | 23 сентября—10 декабря 2024      |                       |
| Министр туризма                                           |                       | Мухаммад Рами Радван Мартини | 26 ноября 2018—8 декабря 2024    |                       |
| Министр административного развития                        |                       | Салам Сафаф                  | 29 марта 2017—10 декабря 2024    |                       |
| Министр транспорта                                        |                       | Зухаир Хазем                 | 23 сентября—10 декабря 2024      |                       |
| Министр информации                                        |                       | Зиад Гон                     | 23 сентября—10 декабря 2024      |                       |